# اشک‌ها بر روی گیتارم
«اشک‌ها بر روی گیتارم» تک‌آهنگی از هنرمند اهل ایالات متحده آمریکا تیلور سوئیفت است که در سال ۲۰۰۷ میلادی منتشر شد. این تک‌آهنگ در آلبوم تیلور سوئیفت قرار داشت.
این تک‌آهنگ در میان ده ترانهٔ برتر جدول‌های بیلبورد ایالات متحده آمریکا قرار گرفت.